# Galeria Krakowska
Galeria Krakowska ist der Name eines der größten regionalen Einkaufszentren in Südpolen.

## Standort
Die Galeria Krakowska wurde im Krakauer Stadtteil Kleparz an der ul. Pawia auf dem Gelände des verlegten Zentralen Omnibusbahnhofs (ZOB) errichtet. Gegenüberliegend befindet sich der Krakauer Hauptbahnhof.

## Geschichte
Das Einkaufszentrum wurde von 2004 bis 2006 von dem Investor HGA Capital und ECE erbaut. Bauunternehmer war Strabag sp. z o.o.

## Einrichtung
Das Einkaufszentrum hat drei Geschosse. Die Gesamtfläche beträgt fast 130.000 m², davon sind 60.000 m² Verkaufsfläche und 5.500 m² Bürofläche. Es stehen 1.400 Parkplätze im Parkhaus zur Verfügung sowie das Hotel andel's Hotel Cracow. Im Einkaufszentrum befinden sich 270 Läden, 11 Dienstleister sowie 22 Restaurants und Cafés.

## Verkehrsanbindung
Die Galeria Krakowska liegt direkt am zentralen Verkehrsknotenpunkt Krakauer Kommunikationszentrum. Das Einkaufszentrum ist unterirdisch verbunden mit dem Hauptbahnhof, dem ZOB und der Stadtbahn Krakau. Vor dem Westeingang befindet sich eine Haltestelle der Linienbusse und Straßenbahnen der Krakauer Stadtwerke. Das Einkaufszentrum liegt ca. 300 Meter nördlich der Altstadt von Krakau. Diese ist fußläufig durch eine Unterführung zu erreichen. Der Flughafen Krakau ist mit der Bahn in ca. 18 Minuten, mit den Bussen in ca. 40 Minuten erreichbar. Der Flughafen Katowice ist mit Shuttlebussen in ca. 1,5 Stunden zu erreichen.

### Panorama

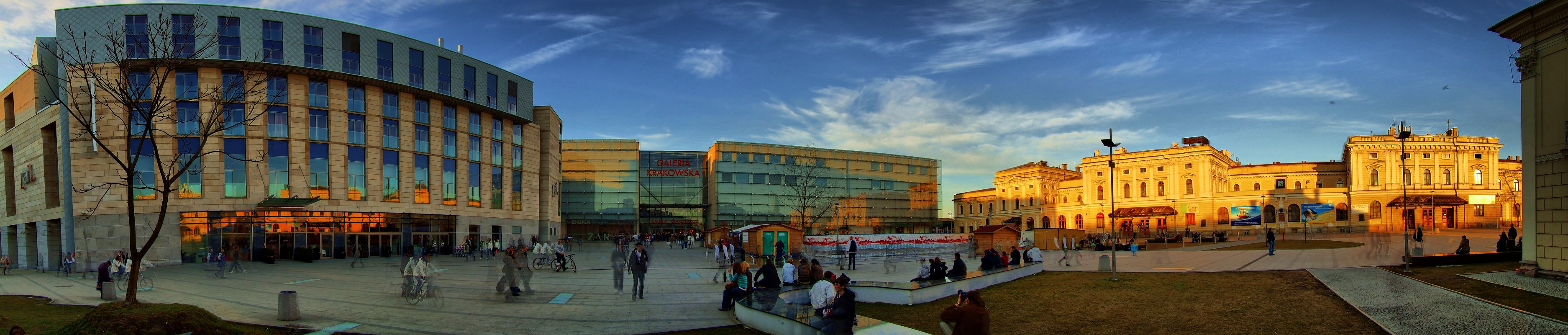
Haupteingang vom Bahnhofsvorplatz gesehen